# Tiền Phong, thành phố Thái Bình
Tiền Phong là một phường cũ thuộc thành phố Thái Bình, tỉnh Thái Bình, Việt Nam.
Phường có diện tích 2,53 km², dân số năm 2007 là 10.594 người, mật độ dân số đạt 4.187 người/km².

## Lịch sử
Phường Tiền Phong tiền thân là Xã Tiền Phong (Trước năm 2002), bao gồm 02 thôn: Thôn Đoan Túc và thôn Nhân Thanh.
Theo Nghị quyết số 1666/NQ-UBTVQH15 ra tháng 6 năm 2025, sáp nhập tỉnh Thái Bình vào tỉnh Hưng Yên, giải hai thể đơn vị hành chính là huyện Vũ Thư và Thành phố Thái Bình.
Thành lập phường Thái Bình trực thuộc tỉnh Hưng Yên trên cơ sở hợp nhất diện tích tự nhiên và dân số của 3 xã của huyện Vũ Thư là Tân Phong, Tân Hòa, Phúc Thành và 4 địa phương thuộc Thành phố Thái Bình là các phường Lê Hồng Phong, Bồ Xuyên, Tiền Phong và xã Tân Bình.

## Kinh tế
Người dân Tiền Phong chủ yếu canh tác lúa 2 vụ, xen lẫn rau màu quanh năm. Công nghiệp có: Nhà máy Gạch Tiền Phong, nhà máy Xi măng, nhà máy Nước Thành phố...